# Organizacje subregionalne w Afryce
Organizacje subregionalne w Afryce – główne organizacje i porozumienia międzynarodowe, których celem jest rozwój współpracy gospodarczej i politycznej pomiędzy państwami afrykańskimi.

## Obecne organizacje i porozumienia
| Nazwa polska                                   | Nazwa angielska                               | Skrót   | Skład |
| ---------------------------------------------- | --------------------------------------------- | ------- | --- |
| Międzyrządowa Władza ds. Rozwoju               | Intergovernmental Authority on Development    | IGAD    | Dżibuti, Erytrea, Etiopia, Kenia, Somalia, Sudan, Uganda |
| Południowoafrykańska Wspólnota Rozwoju         | Southern African Development Community        | SADC    | Angola, Botswana, DR Konga, Eswatini, Lesotho, Madagaskar, Malawi, Mauritius, Mozambik, Namibia, RPA, Tanzania, Zambia, Zimbabwe |
| Unia Arabskiego Maghrebu                       | Arab Maghreb Union                            | AMU     | Algieria, Libia, Maroko, Mauretania, Tunezja |
| Wspólnota Gospodarcza Państw Afryki Środkowej  | Economic Community of Central African States  | ECCAS   | Angola, Burundi, Gabon, Gwinea Równikowa, Kamerun, Republika Środkowoafrykańska, Czad, DR Konga, Kongo, Rwanda, Wyspy Świętego Tomasza i Książęca                                                                                            |
| Wspólnota Gospodarcza Państw Afryki Zachodniej | Economic Community of West African States     | ECOWAS  | Benin, Burkina Faso, Gambia, Ghana, Gwinea, Gwinea Bissau, Liberia, Mali, Niger, Nigeria, Republika Zielonego Przylądka, Senegal, Sierra Leone, Togo, Wybrzeże Kości Słoniowej                                                               |
| Wspólnota Państw Sahelu i Sahary               | Community of Sahel-Saharan States             | CEN-SAD | Benin, Burkina Faso, Czad, Dżibuti, Egipt, Erytrea, Gambia, Ghana, Gwinea Bissau, Liberia, Libia, Mali, Maroko, Niger, Nigeria, Republika Środkowoafrykańska, Senegal, Sierra Leone, Somalia, Sudan, Togo, Tunezja, Wybrzeże Kości Słoniowej |
| Wspólnota Wschodnioafrykańska                  | East African Community                        | EAC     | Burundi, Kenia, Rwanda, Tanzania, Uganda |
| Wspólny Rynek Afryki Wschodniej i Południowej  | Common Market for Eastern and Southern Africa | COMESA  | Burundi, Dżibuti, Egipt, Erytrea, Eswatini, Etiopia, Kenia, Komory, DR Konga, Libia, Madagaskar, Malawi, Mauritius, Rwanda, Seszele, Sudan, Sudan Południowy, Uganda, Zambia, Zimbabwe                                                       |

## Dawne organizacje
- Wspólnota Gospodarcza Państw Afryki Środkowej
- Wspólnota Ekonomiczna Krajów Wielkich Jezior (CEPGL)
- Organizacja Jedności Afrykańskiej